# ابراهیم شکیبایی
ابراهیم شکیبایی لنگرودی متخلص به عاصی شاعر اهل لنگرود بود.

## زندگی‌نامه
در سال ۱۳۱۹ در لنگرود متولد شد.همسر او سارا نام داشت ، او دارای سه فرزند با نام های ، امید ، معصومه و آرزو بود. از سال ۱۳۳۷ سروده‌هایش در مجلات تهران چاپ شد. سرایش شعر را ابتدا با دوبیتی، چارپاره و غزل آغاز نمود. سپس با شعر نو نیمایی آشنا شد. در سال ۱۳۴۶ مجموعه دوبیتی‌های گیلکی‌اش را به گویش لنگرودی با عنوان لاکوی (به لهجه شرق گیلان به معنی دختر) به‌صورت دفتر کوچکی به چاپ رساند که در سال ۱۳۸۲ در چاپ دومی به‌همراه اضافات با تجدید نظر چاپ و منتشر گردید که مورد استقبال لنگرودیان ادب دوست قرار گرفت. در سال ۱۳۸۱ مجموعه شعر فارسی با عنوان بی هیچ تکیه گاه را مشتمل بر اشعار سالهای ۱۳۴۰ تا ۱۳۸۰ منتشر نمود و مجموعه شعر و دیگر خواب باید دید را در سال ۱۳۸۳ حاوی اشعار کوتاه یادداشت‌ها و مجموعه مصاحبه‌هایش به چاپ رساند.

## ترانه
شکیبایی در دهه پنجاه خالق ترانه زیبای دودونه با آهنگ پرویز مقصدی و تنظیم واروژان است که از ترانه‌های عاشقانه می سرود که دو ترانه او را مرجان ، خواننده مطرح قبل از انقلاب خوانده است.
وی در سال 1382 در بزرگداشت  محمد یعقوبی  نمایشنامه نویس معاصر لنگرودی حضور پیدا کرد و با وی دیدار کرد و یکی از آثارش را به یعقوبی اهدا کرد، یعقوبی در این دیدار اشاره کرد که از نوجوانی علاقه مند شعرهای گیلکی شکیبایی بوده است، این دیدار بدون اطلاع یعقوبی و با هماهنگی  محمد امین  برگزار کننده این نشست صورت گرفت.
در سال 1382 شکیبایی در سفری که به امریکا داشت میهمان برنامه شبکه Itn با اجرای حمید شب خیز بود.دیگر میهمان برنامه اندی بود.
در سال ۱۳۸۵ به علت سرطان ریه که چند سالی بود با ان دست و پنجه نرم می کرد فوت کرد. اورا در شهر لنگرود در کنار دوست شاعر محمود پاینده لنگرودی خاک کردند.